# Stehfalzprofil

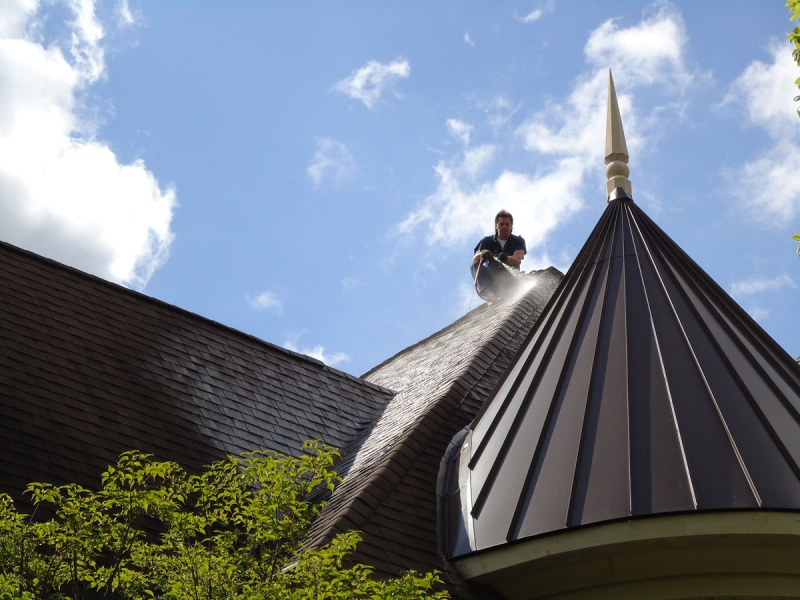
Stehfalzdeckung auf einem runden Dach (rechts im Bild)

Als Stehfalzprofil werden Blechbahnen (Scharen) mit beidseitiger Aufkantung bezeichnet, die als Fassadenbekleidung oder Dachdeckung aneinandergelegt und am oberen Rand durch Verfalzung miteinander verbunden werden.
Diese Art der Dachdeckung wird als Stehfalzdach oder als Stehfalzdeckung bezeichnet.
Die Metallprofile werden vorgefertigt und am Verwendungsort, auf dem Dach oder an der Fassade, wasserfest miteinander verbunden.  Die Scharen werden aus Metallbändern (Coils) in Blechdicken von 0,50–1,0 mm in einem Rollformer mit Ober- und Unterfalzen hergestellt. Die Herstellung kann entweder auf einer Profiliermaschine in einer Fabrikanlage oder aber auch in einer mobilen Anlage direkt am Verwendungsort hergestellt werden. Auf mobilen Anlagen lassen sich Längen bis 160 m erstellen.
Im Querschnitt ähneln Stehfalzprofile den Kassettenprofilen. Die Scharen können aus Zink, Aluminium, Kupfer, Stahl, Edelstahl gefertigt werden. Meist werden organisch beschichtete Stahlbänder verwendet. Die Bezeichnung für die Obergurte wird je nach der Art der Stehfalzausbildung unterschieden. Stehfalzprofile aus Aluminium verfügen in der Regel über Bördel, die gegensinnig ineinandergreifen und nach dem Verlegen maschinell geschlossen werden. Stehfalzelemente aus Stahl, Edelstahl, Zink oder Kupfer werden mit flach gehaltenen Obergurten in unterschiedlicher Breite und Form geliefert und nach dem Verlegen maschinell oder auch manuell verfalzt. Der Endzustand beschreibt dann einen Winkelstehfalz oder öfter einen Doppelstehfalz. Bei Coils aus Edelstahl werden die Längsstoßüberdeckungen im Rollnahtschweißverfahren geschlossen. Die Coils haben Baubreiten zwischen 305 mm und 600 mm bei Steghöhen von 50 bis 75 mm. Am häufigsten werden Stehfalzelemente als Dachdeckung bei zweischaligen Metalldachkonstruktionen verwendet. Gelegentlich werden sie aber auch als Wandbekleidung eingesetzt.
Stehfalzdächer haben eine über 200-jährige Tradition und erfordern handwerkliches Geschick, um schwierige Anschlussdetails dauerhaft und funktionell zu lösen.

## Architektonische Aspekte
Durch die lineare Ausführung der Scharen entsteht ein einheitliches Bild, das durch ein interessantes Licht und Schattenspiel verstärkt wird. Durch die große Gestaltungsfreiheit sowie die klare Struktur der Eindeckung wird Einfluss auf die Formsprache des Gebäudes genommen. Durch konischen Verlauf über die Bauteillänge sowie in konkav oder konvex gerundeter Form können sie auch an Kegel- und Tonnendächer angepasst werden.